# Kniestedter Kirche

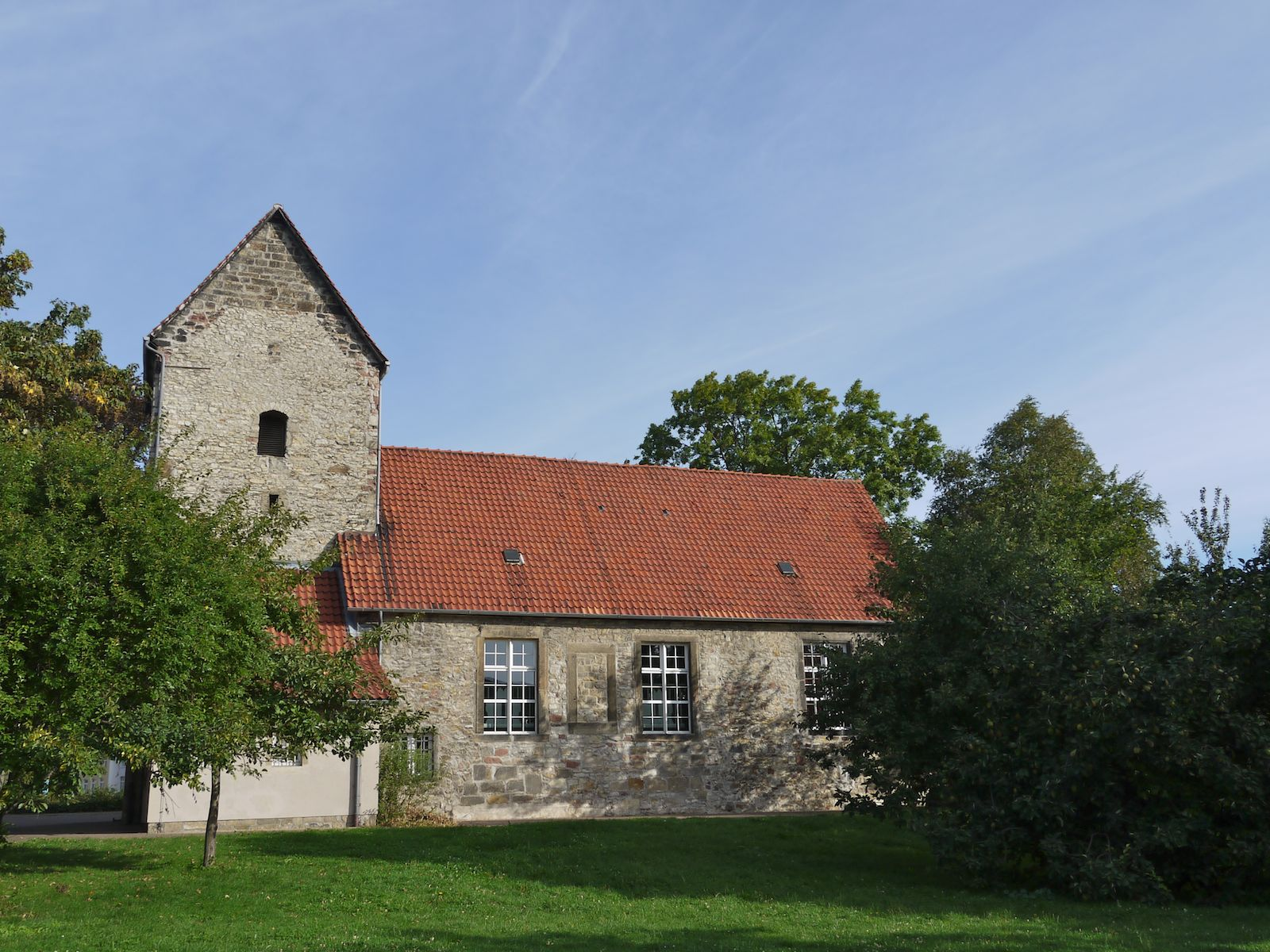
Kniestedter Kirche in Salzgitter-Bad

Die Kniestedter Kirche ist ein ehemaliges evangelisch-lutherisches Kirchengebäude in Salzgitter-Bad, das bereits im 15. Jahrhundert als Kirche des Dorfes Kniestedt erwähnt wurde. Das Gebäude wird seit 1985 für Kleinkunstveranstaltungen in der Stadt Salzgitter genutzt.

## Geschichte

### Kirchengebäude
Wann die „St.-Nikolai-Kirche“, so der eigentliche Name der Kirche, gebaut wurde, lässt sich nicht zweifelsfrei feststellen. Vergleichende Studien des Baustils der Kirche mit denen von Vöppstedt (Bau im 12. Jahrhundert) und Ohrum (Ersterwähnung der Kirche 1022) lassen vermuten, dass der Bau bereits im 11. oder 12. Jahrhundert erfolgte. Erstmals erwähnt wird die Kirchengemeinde von Kniestedt in einer Urkunde von 1455, nach der Heinrich von Kniestedt dem Kirchenvorstand einen 100 Morgen großen Wald verkaufte.
Die Kirche liegt am Südrand des ehemaligen Dorfes Kniestedt auf dem gleichen Gelände, auf dem die Familie von Kniestedt ab 1530 ihren „Unterhof“ errichten ließ. Das rechteckige Kirchenschiff hat die Abmessungen 18,25 × 9,90 m, ist aus Bruchsteinmauern gebaut und trägt ein Satteldach. An der Nordwand ist ein rundbogiges Portal von 1609 zu sehen, das einen Löwenkopf zeigt und mit Diamantquadern und Muscheln ausgestaltet ist. Das Portal ist zugemauert und trägt eine Gedenktafel für die Gefallenen des Ersten Weltkrieges. Der Eingang zur Kirche befindet sich an der Westseite des Turms und wurde im 18. Jahrhundert angelegt. Aus dieser Zeit stammt auch die hölzerne Eingangstür mit ihren schmiedeeisernen Beschlägen. Der Turm hat die Außenmaße von 6,0 × 7,10 m und ist von einem quergelegten Satteldach gedeckt.
Gegen Ende des 18. Jahrhunderts war das Gebäude stark zerfallen und wurde in den Jahren 1814/15 umfassend erneuert. Neben Außenarbeiten am Eingang und den Fenstern wurde im Innenraum der Fußboden höher gelegt und gepflastert, die verfallene Prieche für den Adel entfernt und eine neue Prieche für die Jugend angelegt. Auch das Gestühl der Kirche wurde wieder instand gesetzt. Zwei Jahre später wurde der Turm ausgebessert. 1824 wurde eine Orgel angeschafft, die aber schon 1848 erneuert werden musste. 1897/98 musste die Orgel erneut ausgetauscht werden, die neue Orgel wurde von der Firma Furtwängler & Hammer in Hannover geliefert. Da das alte Geläut mit den beiden Glocken von 1645 und 1799 „völlig ungenügend“ war, beantragte der Kirchenvorstand 1900 zwei neue Glocken, 1907 konnten diese eingeweiht werden. Die größere der beiden Glocken musste 1917 abgegeben werden und wurde eingeschmolzen.

### Kirchengemeinde
Das Dorf Kniestedt gehörte zu dieser Zeit zur Archidiakonat Gitter, Mutterkirche war also die Georgskirche von Gitter. Dies änderte sich mit dem Aufstieg der nahen Salzstadt Salzgitter ab Beginn des 15. Jahrhunderts, in dessen Folge auch der Sitz des Archidiakonats von Gitter nach Salzgitter verlegt wurde. Die Reformation wurde 1568 durch Herzog Julius (1568–1589) eingeführt. Ähnlich wie Gitter verlor auch Kniestedt Ende des 16. Jahrhunderts die eigene Pfarrstelle und wurde zusammen mit Gitter und Hohenrode durch eine zweite Pfarrstelle der neuen Oberpfarre Salzgitter betreut. Dieser zweite Pfarrer predigte abwechselnd in Kniestedt und Gitter, die Kniestedter Bürger gingen aber auch in die Kirche nach Salzgitter. Kirchliche Handlungen, wie Taufen, Hochzeiten und Begräbnisse, wurden aber weiter in der Kirche des Ortes abgehalten.
In Kniestedt gab es zu dieser Zeit kein Pfarrhaus mehr. Die Einwohner waren verpflichtet, den Einwohnern von Salzgitter bei Bau- und Reparaturarbeiten für das Pfarrhaus und dessen Nebengebäude zur Hilfe kommen. Nach einem Bescheid des Amtes Liebenburg vom 10. Februar 1640 hatten die Einwohner von Salzgitter die Hälfte dieser Kosten zu tragen, den Rest mussten die Gemeinden von Gitter (ein Drittel, wovon Hohenrode wiederum ein Viertel übernehmen musste) und Kniestedt (ein Sechstel) übernehmen.
Zum 1. April 1938 wurde das ehemalige Dorf Kniestedt nach Salzgitter(-Bad) eingemeindet, zu dieser Zeit hatte der Ort etwa 580 Einwohner. Mit dem Aufbau von Wohnsiedlungen für die Reichswerke Hermann Göring und den Bergbau stieg die Zahl der Gemeindemitglieder stark an. Anfang der 1950er Jahre hatte die Kirchengemeinde fast 8000 Mitglieder. 1954 erhielt die St.-Nikolai-Gemeinde daher am Martin-Luther-Platz (im Zentrum der neuen Wohnsiedlungen) ein neues Gemeindezentrum. Im Mai 1966 wurde dort auch eine neue Kirche eingeweiht, die nach dem Platz benannt wurde. Die Gemeinde, zu der heute auch die Gnadenkirche an der Burgstraße gehört, nahm später den Namen „Noah-Kirchengemeinde“ an.

### Grabplatte des Arndt von Kniestedt

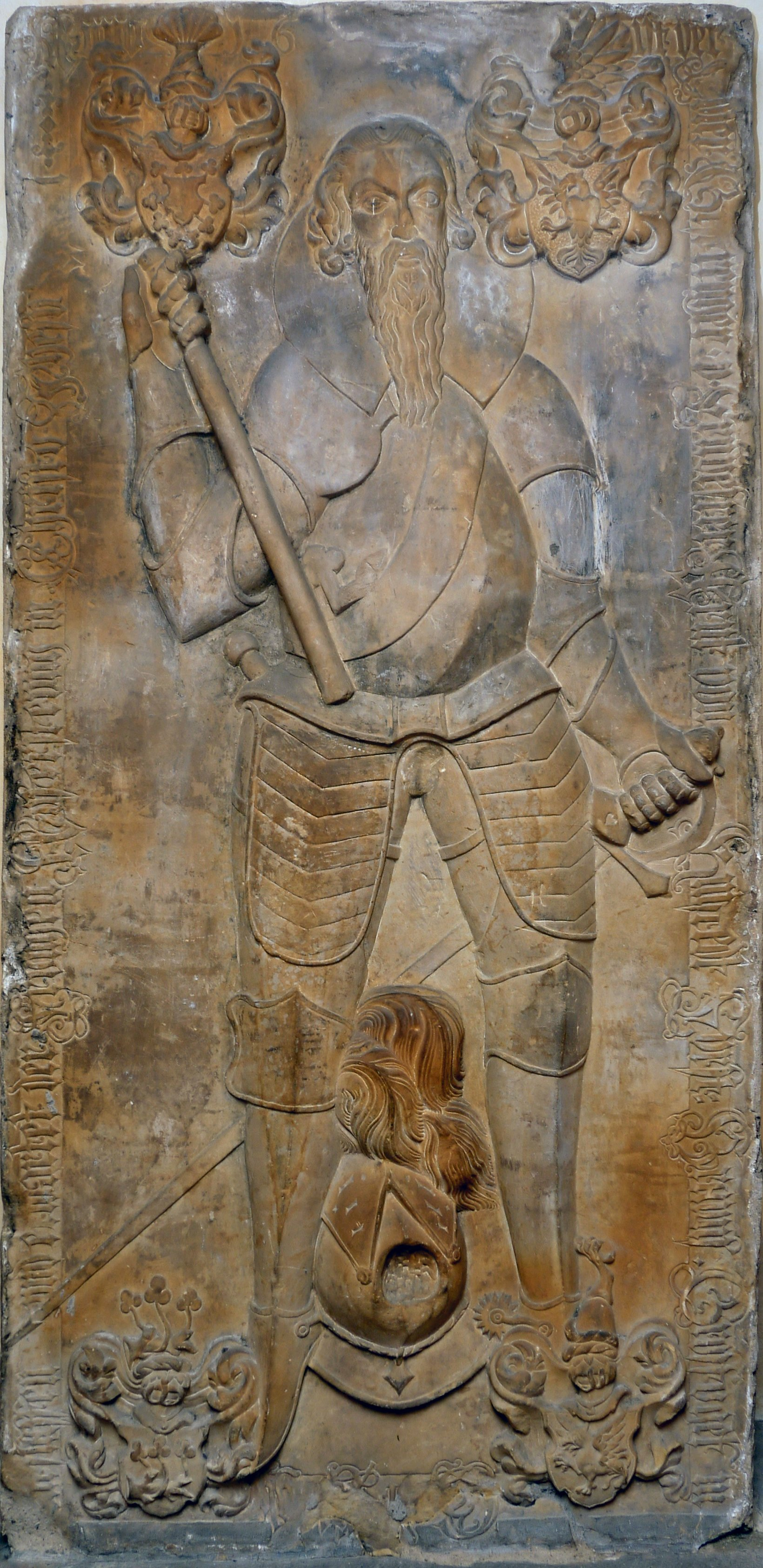
Grabplatte des herzoglich braunschweigischen Großvogts Arndt von Kniestedt († 1611)

Im Eingangsbereich der Kirche befindet sich eine etwa 2 m hohe Grabplatte, die einen Geharnischten zeigt. Dargestellt ist Arndt von Kniestedt, Sohn des Friedrich von Kniestedt und dessen Gemahlin Armgard von Rettburg (oder Rietburg). Arndt von Kniestedt zählte im Fürstentum Braunschweig-Wolfenbüttel zu den Ministerialen des Herzogs Heinrich Julius (1564–1613). Er war Kammermeister des Herzogs, Geheimer Rat, Oberstallmeister und Großvogt zu Wolfenbüttel. Nach dem Aussterben der Familie von Assel, der seine Großmutter angehörte, wurde er vom Herzog Heinrich Julius mit den Assel'schen Gütern in Burgdorf bei Salzgitter belehnt und wurde so zum Stammherrn der Burgdorfer Linie des Hauses von Kniestedt. Arndt von Kniestedt starb am 11. Oktober 1611.
Der umlaufende Text der Grabplatte lautet (Folge oben / rechts / unten / links): 
„Anno 16“ (Rest unlesbar; hier stand wohl ehemals 1611) [...] „ist der“ / „Edler Gestrenger · u ·“ (= und) „Ernvester“ (= ehrenfester) „Arnt von Knistedt Fürst:“(lich) „Brauns.“(chweigischer) „Grosfoget“ (= Großvogt) „in“ / (ehemals lesbar? Wolfenbüttel ??) / „Gestaffen“ (? Anfang fast nicht mehr lesbar; = Gestorben?) „und erwartet der Frouhen“ (= frohen) „Aufersteung“ (= Auferstehung) „in Christu Jhesu“
Die Wappen in den vier Ecken der Grabplatte sind die Stammwappen des Arndt von Kniestedt und seiner Vorfahren:
- Oben links: Stammwappen der Familie von Kniestedt: Schild mit umlaufenden Kleeblättern und Spitzhut als Helmzier.
- Oben rechts: Familienwappen der Mutter des Arndt von Kniestedt - Armgard von Rettberg (oder Rietburg, evtl. ein Nebenzweig der westfälischen Familie von Rittberg): Darstellung eines Adlers mit Adlerflügel als Helmzier.
- Unten links: Familienwappen der Großmutter des Arndt von Kniestedt - Anna von Assel: dreiblättriger Ast.
- Unten rechts: Familienwappen der Urgroßmutter - wahrscheinlich war dies Margaretha von Rumschottel: schreitender Greifvogel mit aus Helmzier wachsender Greifenklaue.

## Heutige Nutzung des Gebäudes

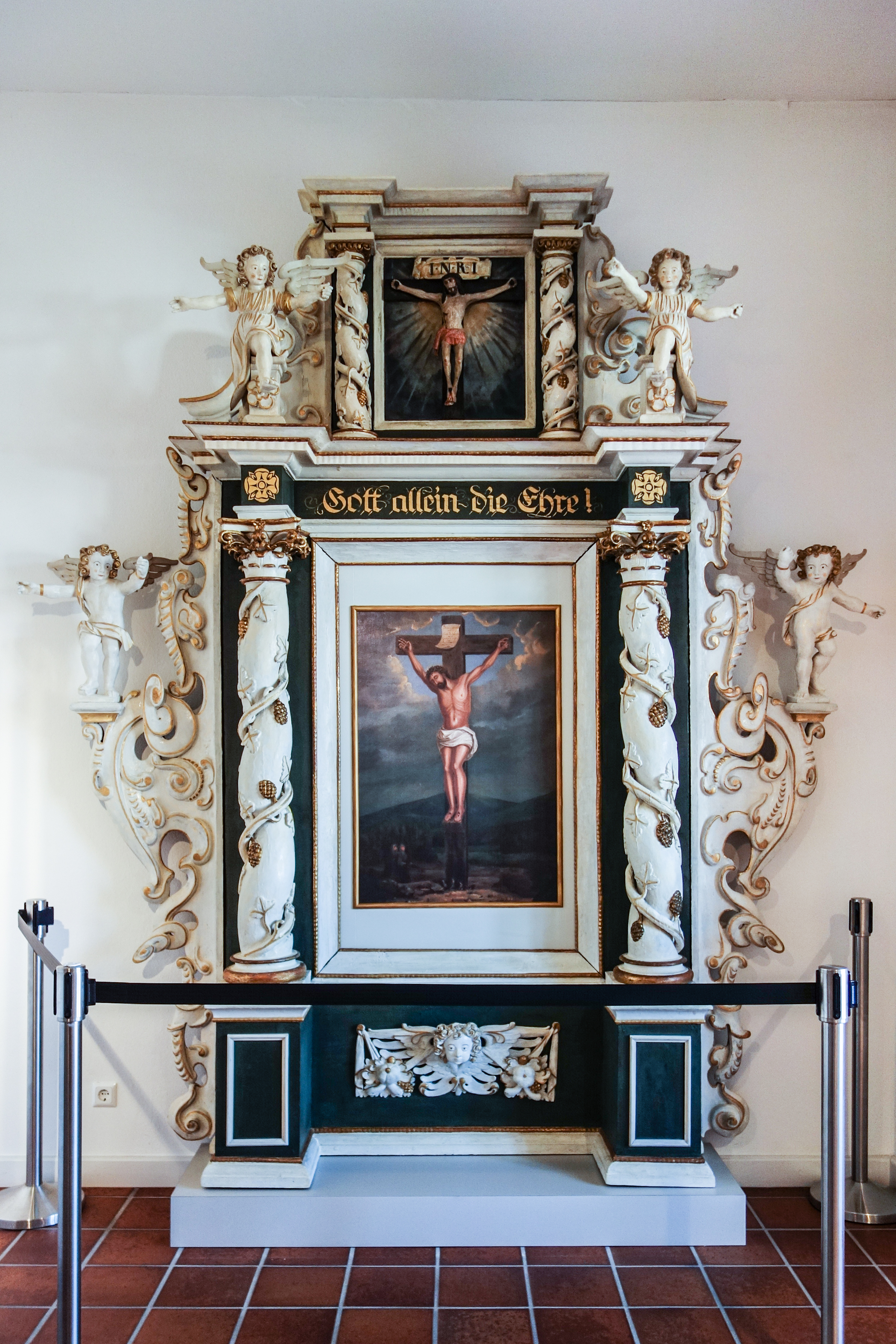
Altar (Schloss Salder)

Nach Fertigstellung der neuen Martin-Luther-Kirche in Salzgitter-Bad wurde die Kniestedter St.-Nikolai-Kirche nur noch selten genutzt, die letzte Amtshandlung fand hier am 31. März 1972 statt. Im folgenden Jahr erwarb die Stadt Salzgitter das Kniestedter Gutsgelände und damit auch das Kirchengebäude. Anfang der 1980er Jahre wurde beschlossen, die Kirche zu einem Veranstaltungszentrum umzubauen. Die Innenräume wurden renoviert, der Charakter des Kirchengebäudes wurde aber nur wenig verändert. Das Gebäude bietet seitdem rund 200 Besuchern Platz. Zum 11. Januar 1985 wurde das Gebäude der Kniestedter Kirche als Veranstaltungsort eingeweiht, die erste Aufführung fand mit dem Wiener Schauspieler Ernst Stankovski statt. Die Kniestedter Kirche, von den Salzgitteranern meist kurz „Kniki“ genannt, ist heute über die Grenzen Salzgitters bekannt als Kulturzentrum für Kleinkunstveranstaltungen wie z. B. Jazzkonzerte, Lesungen oder Kabarettaufführungen.
Nach der Schließung der Kirche war der Barockaltar zunächst in die Kirche von Salzgitter-Lesse umgesetzt worden. Ende der 1990er Jahre wurde der Altar dem Museum der Stadt Salzgitter übergeben, dort 2018 renoviert und wird seitdem im Rahmen der Mittelalterausstellung des Museums gezeigt.